# Feuerzangenbowle

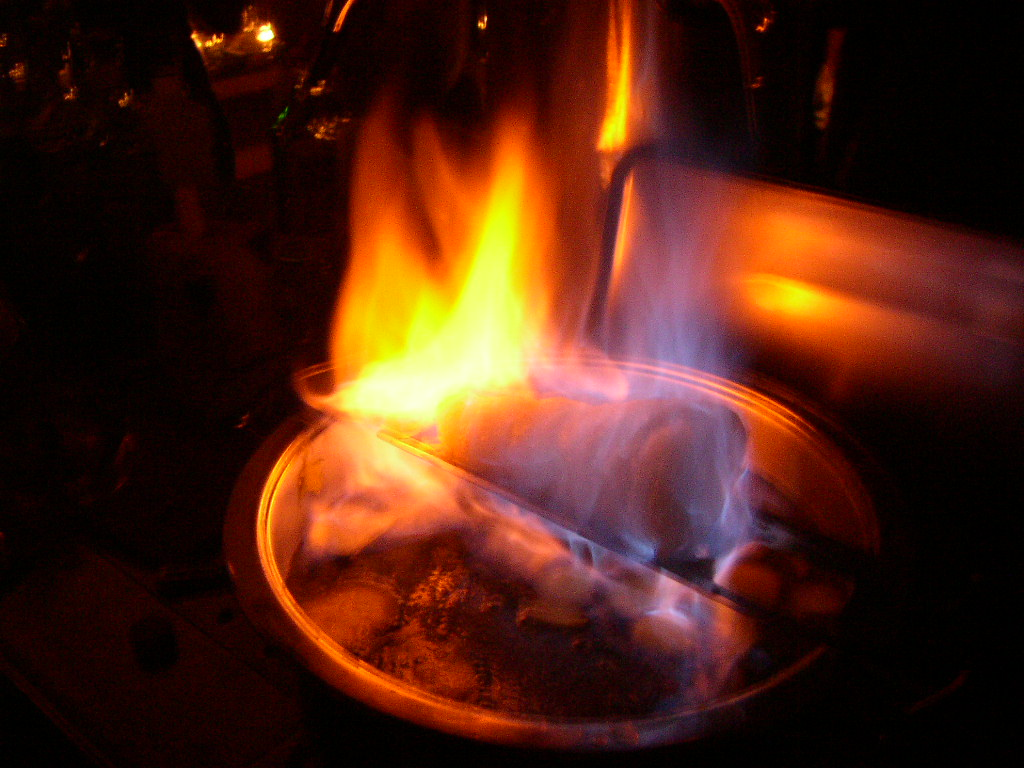
Feuerzangenbowle

De Feuerzangenbowle (luister!ⓘ) of geflambeerde bowl is een vooral in Duitsland bekende variatie van punch. De drank is genoemd naar de 'tang' die bij de bereiding gebruikt wordt en waarmee een circa 15 centimeter hoge kegel suiker boven gekruide rode wijn geflambeerd wordt.
Traditioneel wordt een ‘Feuerzangenbowle’ in het koude deel van het jaar gedronken, vaak voor kerst of met oudejaarsavond. Het is een gezellige, tijdvergende bezigheid waarvoor meestal gasten uitgenodigd worden.
Inmiddels wordt deze drank ook vaak op Kerstmarkten  aangeboden. Zo werd bijvoorbeeld in december 2005 in München de grootste Feuerzangenbowle tot nu toe gemaakt, waarbij 9000 liter punch in een drie meter hoge koperen ketel van 2,50 meter in diameter bereid is.

## Bereiding
In een daarvoor geschikte pan (met rechaud) wordt een droge rode wijn met kruidnagels, hele kaneelstokjes, steranijs, citroenen en sinaasappelschillen verwarmd. De pan staat in het midden van de groep deelnemende personen. Boven de pan wordt een circa 15 centimeter hoge ‘suikerhoed’ met 54% bruine rum overgoten en geflambeerd. De suiker smelt, druppelt in de wijn en geeft een bijzondere smaak aan de wijn. Op twee tot drie liter rode wijn komt ongeveer 0,35 liter rum van 54% alcohol. Een gewone suikerhoed, die in Duitsland in de meeste supermarkten te koop is, is voldoende voor circa vier flessen wijn.
Het flamberen wordt meestal in het donker of bij kaarslicht uitgevoerd omdat dan het beste resultaat verkregen wordt. Wanneer er genoeg suiker gesmolten is, wordt de Feuerzangenbowle uit punch- of grogglazen gedronken.

## Roman en film
Die Feuerzangenbowle is ook de titel van een in 1933 door Hans Reimann en Heinrich Spoerl geschreven roman die 1944 onder dezelfde naam verfilmd werd. De hoofdrol was van Heinz Rühmann en de regisseur was Helmut Weiss. In 1970 werd het boek opnieuw verfilmd door Helmut Käutner met Walter Giller in de hoofdrol.